# Matelea torulosa
Matelea torulosa är en oleanderväxtart som beskrevs av Krings. Matelea torulosa ingår i släktet Matelea och familjen oleanderväxter. Inga underarter finns listade i Catalogue of Life.